# Кеннеди, Уильям (путешественник)
Уильям Кеннеди (William Kennedy, 1814 — 1890) — английский путешественник и офицер британского флота.
В 1851-1852 был руководителем экспедиции, снаряжённой для поисков Джона Франклина. Открыл Беллов пролив, через который направился на запад, к острову Принца Уэльского, и проплыл вокруг него до мыса Уокер, считая Пильзунд к югу от Беллова пролива закрытым, не направился далее на юг, где, может быть, натолкнулся бы и на корабли Франклина, и вернулся в Англию. 
Опубликовал «A short narrative of the second voyage of the Prince Albert in search of Sir John Franklin» (Лондон, 1853).